# Hayato Teruyama
Hayato Teruyama (japanisch 照山 颯人 Teruyama Hayato; * 28. August 2000 in der Präfektur Chiba) ist ein japanischer Fußballspieler.

## Karriere
Teruyama erlernte das Fußballspielen in der Jugendmannschaft von Kashiwa Reysol sowie in der Schulmannschaft der Seiritsu Gakuen High School. Seinen ersten Vertrag unterschrieb er 2019 bei Vegalta Sendai. Der Verein aus Sendai spielte in der höchsten Liga des Landes, der J1 League. Von September 2020 bis Oktober 2020 wurde er an Azul Claro Numazu ausgeliehen. Mit dem Verein aus Numazu spielte er achtmal in der dritten Liga. Ende Oktober kehrte er nach der Ausleihe nach Sendai zurück. Am Saisonende 2021 belegte er mit Sendai den neunzehnten Tabellenplatz und musste in zweite Liga absteigen. Im März 2022 wechselte er bis Saisonende auf Leihbasis nach Imabari zum Drittligisten FC Imabari. Hier bestritt er 22 Drittligaspiele. Nach der Ausleihe wurde er von  Imabari am 1. Februar 2023 fest unter Vertrag genommen. 2023 bestritt er 37 Ligaspiele. Im Januar 2024 nahm ihn der Zweitligist Iwaki FC aus Iwaki unter Vertrag. Nach 18 Ligaspielen wechselte er im Juli 2024 zum ebenfalls in der zweiten Liga spielenden V-Varen Nagasaki.